# Berkowo (Varmie-Mazurie)
Pour les articles homonymes, voir Berkowo.
Berkowo est un village polonais de la voïvodie de Varmie-Mazurie, dans le powiat de Giżycko.